# 효목성황후
효목성황후 뉴호록씨(孝穆成皇后鈕祜祿氏, 건륭(乾隆) 46년(1781년) ~ 가경(嘉慶) 13년 1월 21일(1808년 2월 17일))는 도광제의 첫 번째 황후이다. 만주 양황기(鑲黃旗) 출신이다.

## 생애
1796년 면녕과 가례를 올렸으나 즉위하기 전에 사망하여 황후가 되지는 못 했다. 도광제가 즉위한 후 황후로 추존되었고, 효목온후장숙단성각혜관음부천유성성황후(孝穆溫厚莊肅端誠恪惠寬欽孚天裕聖成皇后)라는 시호를 받았다.
| 전임 효화예황후 | 청나라의 황후 사후 시호 | 후임 효신성황후 |

## 같이 보기
- 입팔분공